# 塞新布拉
塞新布拉（Sesimbra）是葡萄牙塞圖巴爾區的一个的市镇，位於薩多河河口，是重要的漁業小鎮，面積195平方公里，總人口37,567。塞新布拉的主要經濟收益來自旅遊業，以海灘、餐廳和夜生活聞名。地理大發現期間，塞新布拉是重要的港口，曼努埃爾一世曾在這小鎮居住。

## 外部連結
- 旅遊指南（英文）